# پرستوی دم‌سفید
پرستوی دم‌سفید (نام علمی: Hirundo megaensis)، یک گونه پرستوی کوچک وابسته به خانوادهٔ پرستویان و بومی ارومیا، اتیوپی است. معمولاً از نام پرنده‌شناس کنستاتین والتر بنسون که این گونه را نامگذاری کرده‌است، به عنوان «پرستوی بنسون» نامیده می‌شود. این پرنده کوچک توسط اتحادیه بین‌المللی حفاظت از طبیعت (IUCN) به عنوان یک گونه آسیب‌پذیر طبقه‌بندی شده‌است، زیرا کاهش تدریجی گونه‌ای وجود دارد که در حال حاضر از کمتر از ۱۰۰۰۰ فرد بالغ در سراسر جهان تشکیل شده‌است.  پراکنش بسیار کمی برای یک پرستو دارد، زیرا کاملاً وابسته به یک «حباب» خنک‌تر است که محدوده کوچک خود را احاطه کرده‌است و احتمالاً برای موفقیت در زادآوری مناسب است. این یکی از گونه‌های پرنده‌ای است که توسط تغییرات آب و هوایی در معرض تهدید قرار گرفته‌است و در آینده کاهش گسترده‌ای از محدوده پرندگان پیش‌بینی می‌شود.